# ジロ・デ・イタリア 1956
ジロ・デ・イタリア 1956は、ジロ・デ・イタリアの39回目のレース。1956年5月19日から6月10日まで行われた。全21区間（内、第2、5ステージは前・後半ステージ）。全行程3523km。シャルリー・ゴールがルクセンブルク国籍選手として初めて総合優勝を果たした。

## 総合成績
第19ステージ（メラーノ － モンテ・ボンドーネ）は、レース途中で雨から雪に変わり、ゴール付近において氷点下10度という劣悪なコンディションとなったため、このステージだけで実に60名が途中棄権。そんな中、シャルリー・ゴールが区間2位のアレッサンドロ・ファンターニに8分以上の差をつけてゴールし区間優勝。また総合首位も奪取したゴールは、その後もマリア・ローザを守って総合優勝を果たした。
|    | 選手名                         | 国籍           | 時間            |
| -- | ------------------------------ | -------------- | --------------- |
| 1  | シャルリー・ゴール             | ルクセンブルク | 101時間39分49秒 |
| 2  | フィオレンツォ・マーニ         | イタリア       | + 3分27秒       |
| 3  | アゴスティーノ・コレット       | イタリア       | + 6分53秒       |
| 4  | クレート・マウレ               | イタリア       | + 7分25秒       |
| 5  | アルド・モゼール               | イタリア       | + 7分30秒       |
| 6  | アレッサンドロ・ファンティーニ | イタリア       | + 8分46秒       |
| 7  | ジャン・ブランカルト           | ベルギー       | + 9分21秒       |
| 8  | ブルーノ・モンティ             | イタリア       | + 10分54秒      |
| 9  | ワルデマーロ・バルトロッツィ   | イタリア       | + 18分14秒      |
| 10 | イレール・コヴルール           | ベルギー       | + 18分41秒      |

## マリア・ローザ保持者
| 選手名                         | 国籍           | 区間      |
| ------------------------------ | -------------- | --------- |
| ピエリーノ・バッフィ           | イタリア       | 第1-第2a  |
| ヴィンチェンツォ・ズッコネッリ | イタリア       | 第2b      |
| アレッサンドロ・ファンティーニ | イタリア       | 第3-第11  |
| パスクアーレ・フォルナーラ     | イタリア       | 第12-第18 |
| シャルリー・ゴール             | ルクセンブルク | 第19-最終 |

## 山岳賞
| 山岳賞 | フェデリコ・バーモンテス |
| 2位    | ブルーノ・モンティ       |
| 3位    | ジュゼッペ・ブラッティ   |